# Реши
Реши — деревня в Пригородном районе Свердловской области России. Входит в муниципальный округ Горноуральский, управляется Краснопольской территориальной администрацией.
Ранее входила в состав Краснопольского сельсовета Пригородного района.

## Географическое положение
Деревня Реши расположена на левом берегу реки Нейвы, при впадении в неё рек Малый Режик и Режик 3-й. Деревня находится в 32 километрах к юго-востоку от города Нижнего Тагила. Деревня протянулась вдоль всех протекающих по ней рек в три стороны (на север, юго-запад и юго-восток) и имеет небольшую отдалённую часть на севере, в устье Режика 3-го.

## Георгиевская церковь
В деревне Реши существовала часовня, позднее перестроенная в церковь. Православный храм во имя Георгия Победоносца был открыт в 1915 году. В 1928 году храм закрыли, и в настоящее время он не работает.

## Школа
В 1900 году в селе уже имелась церковная школа грамоты.

## Население
| 2002 | 2010 | 2021 |
| ---- | ---- | ---- |
| 45   | ↘40  | ↘36  |